# القوات الجوية المجرية
القوات الجوية المجرية (بالمجرية: Magyar Légierő) (بالإنجليزية: Hungarian Air Force) هي إحدى القوات الرئيسية التي تشكل القوات المسلحة لجمهورية المجر وهي فرع أساسي في الجيش المجري وتقوم بعمليات الإسناد بالإمدادات للقوات البرية، القيام بعمليات البحث والإنقاذ في السلم والحرب، إخلاء الجرحى عن طريق الجو، نقل القوات المحمولة جواً وتمويناتها إلى منطقة الهدف، القيام بعمليات استخباراتية عند الحاجة والمحافظة على المكتسبات الوطنية بحماية الأجواء المجرية من أي اعتداء، إضافة إلى مساهمتها بشكل كبير، مع مختلف قطاعات الدولة بفاعلية، أثناء الكوارث الطبيعية، حيث يسند لها العديد من الأعمال، كذلك قيامها بدور إنساني مهم في مجال إخلاء المرضى والمصابين، عند تعذر وسائل النقل الأخرى من الوصول إليهم، كما تنقل طائرات النقل المعونات، التي تساهم بها المجر للدول عند حدوث الأزمات، كما تساهم بدور مهم في نقل كبار الشخصيات من مدنيين وعسكريين على طائراتها المجهزة لهذا الغرض.

## التاريخ

### الحرب العالمية الثانية
بموجب معاهدة تريانون التي وقعت عام (1920)، كانت هنغاريا ممنوعة من امتلاك طائرات عسكرية، ومع ذلك أنشئت تدريجيا الذراع الجوية السرية تحت غطاء مدني مثل (نوادي الطيران) خلال عام 1938، وجود سلاح الجو الملكي الهنغاري (المجرية: Királyi Légierő) كانت معروفة، وأعيد تنظيم الذراع الجوية وتوسيع نطاقها. في 1 كانون الثاني عام 1939، أصبحت مستقلة عن الجيش. وشاركت لاحقا في اشتباكات مع الجمهورية السلوفاكية الذي أنشئت حديثا في المواجهة والحدود مع المملكة في رومانيا. في نيسان 1941 أجريت عمليات لدعم الغزو الألماني ليوغوسلافيا، ويوم 27 يونيو 1941، أعلنت المجر الحرب على الاتحاد السوفياتي، في 1 آذار 1942 عادت القوة الجوية تحت سيطرة الجيش في صيف عام 1942، وفي بداية آذار عام 1944 بدأ الحلفاء في مهاجمة المجر وزادت تدريجيا في شدتها، وفي أواخر عام 1944 تم توجيه جميع الجهود الرامية إلى التصدي لتقدم للجيش الأحمر، ولكن دون جدوى، ثم انتهى كل هذا القتال في المجر في 16 نيسان 1945.

### في مرحلة ما بعد الحرب العالمية الثانية إلى الوقت الحاضر
ونظمت الذراع الجوية صغيرة على طول خطوط السوفياتي خلال عام 1947. في أعقاب استيلاء الشيوعيين، كانت المساعدات العسكرية الروسية قد بدأت من خلال برنامج التوسع الكبير. هاجمت قطاعات من القوات الجوية المجرية عندما غزت القوات السوفيتية لقمع الثورة المجرية 1956، وقاوموا القوات السوفيتية في المحاولات لاحتلال قواعدها. والمقاومة لم تدم طويلا، وكان تسريح القوات الجوية بعد فترة وجيزة. تم إصلاح وإعادة تشكيل الذراع الجوية في السنة التالية، ولكن في البداية فقط وقوة الأمن الداخلي. تدريجيا، تم توسيع القوة الجوية مرة أخرى، ولكنها ظلت جزءا لا يتجزأ من الجيش وكان في الأساس قوة دفاعية. أبقت السوفيات 29S MIG التي يوجد مقرها في Tokol حتى عام 1991 للدفاع عن المجال الجوي المجري.
في منتصف عام 1993، تم تسليم ثلاث دفعات من طراز ميغ 29S من روسيا. كانت تستند في Kecskemet. في عام 1994، وقد تم التبرع هدية الألمانية من 20 إلى 24D / V و20 في MIL L - 39. في عام 1997، تعهدت المجر أول دورة تدريبية ترفع منذ عام 1956. كانت تكلفة مرتفعة للغاية وبالطبع توقفت بعد الانتهاء من دورة واحدة فقط. أيضا في عام 1997 تم سحب MIG 23S SU من الخدمة. خلال 1990s تم تركيب جميع الطائرات القتالية مع صديق أو عدو الهوية الجديدة (IFF) نظم لتمكين العمليات في الأجواء الغربية. في نيسان 2002، انضمت المجر لتدريب الطيران في حلف شمال الأطلسي (NFTC) كندا التجريبية برنامج التدريب. [3]

## في الوقت الحاضر
تمتلك هنغاريا اليوم سلاح جو كامل الأركان وحديث التجهيز وتشارك القوات الجوية المجرية في المناورات الجوية التي تتم بمشاركة الدول الأعضاء في حلف شمال الأطلسي، وتتبادل الخبرات العسكرية أيضاً في ما بينها.

### القواعد الجوية
هناك 3 قواعد سلاح الجو (AFB) في هنغاريا.

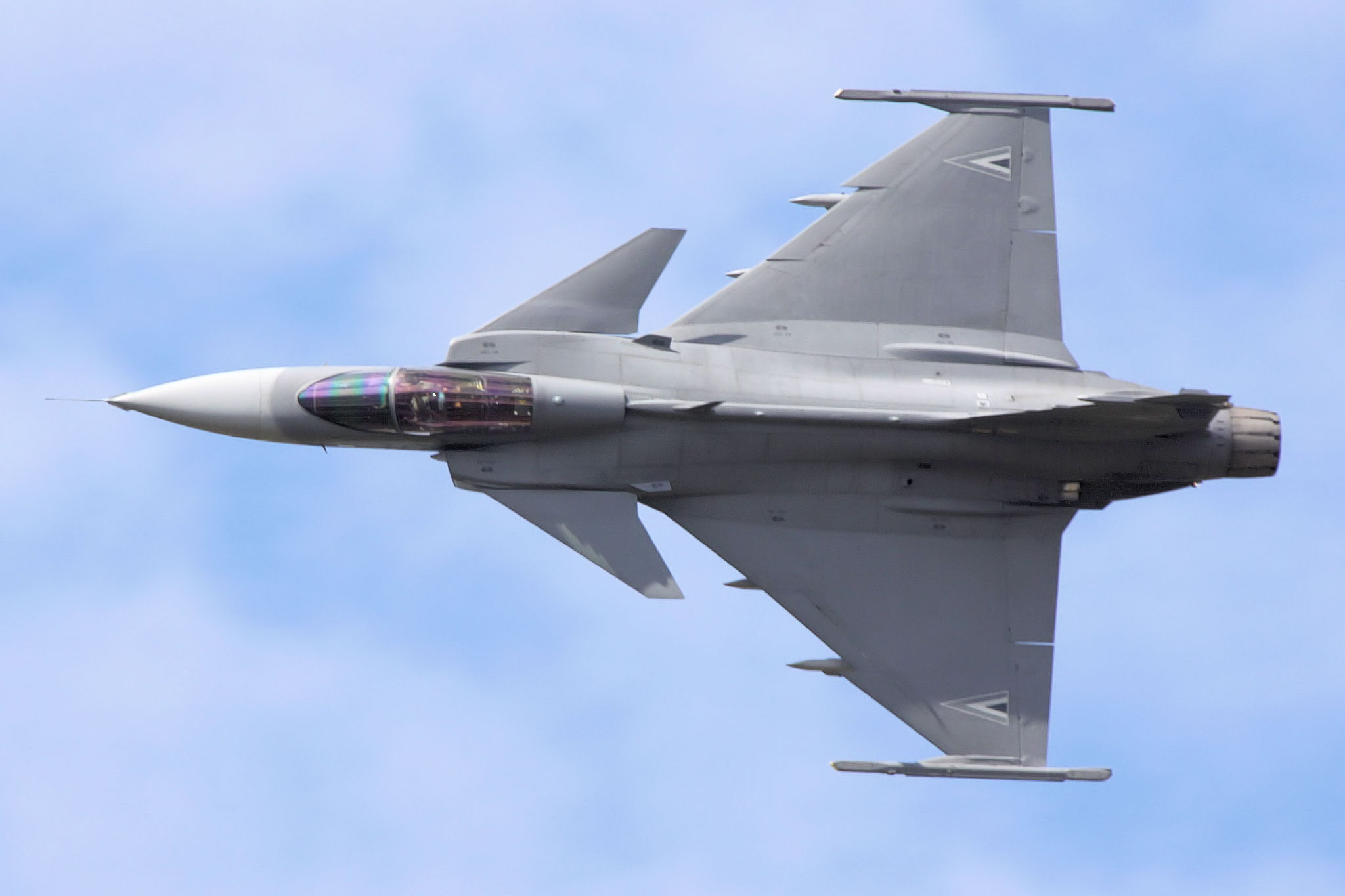
مقاتلة حربية هنغارية من طراز ساب جاس-39 غربين

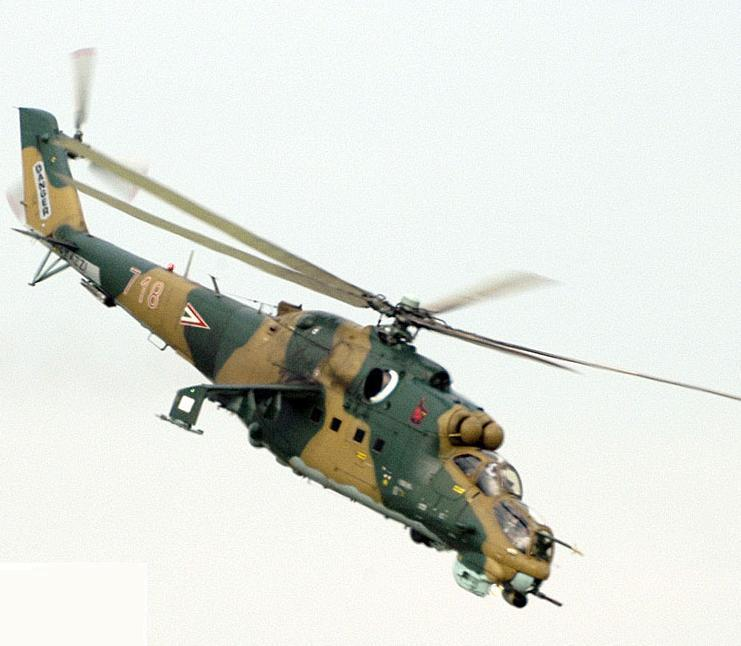
مروحية هجومية طراز ميل مي-24 تابعة للقوات الجوية المجرية

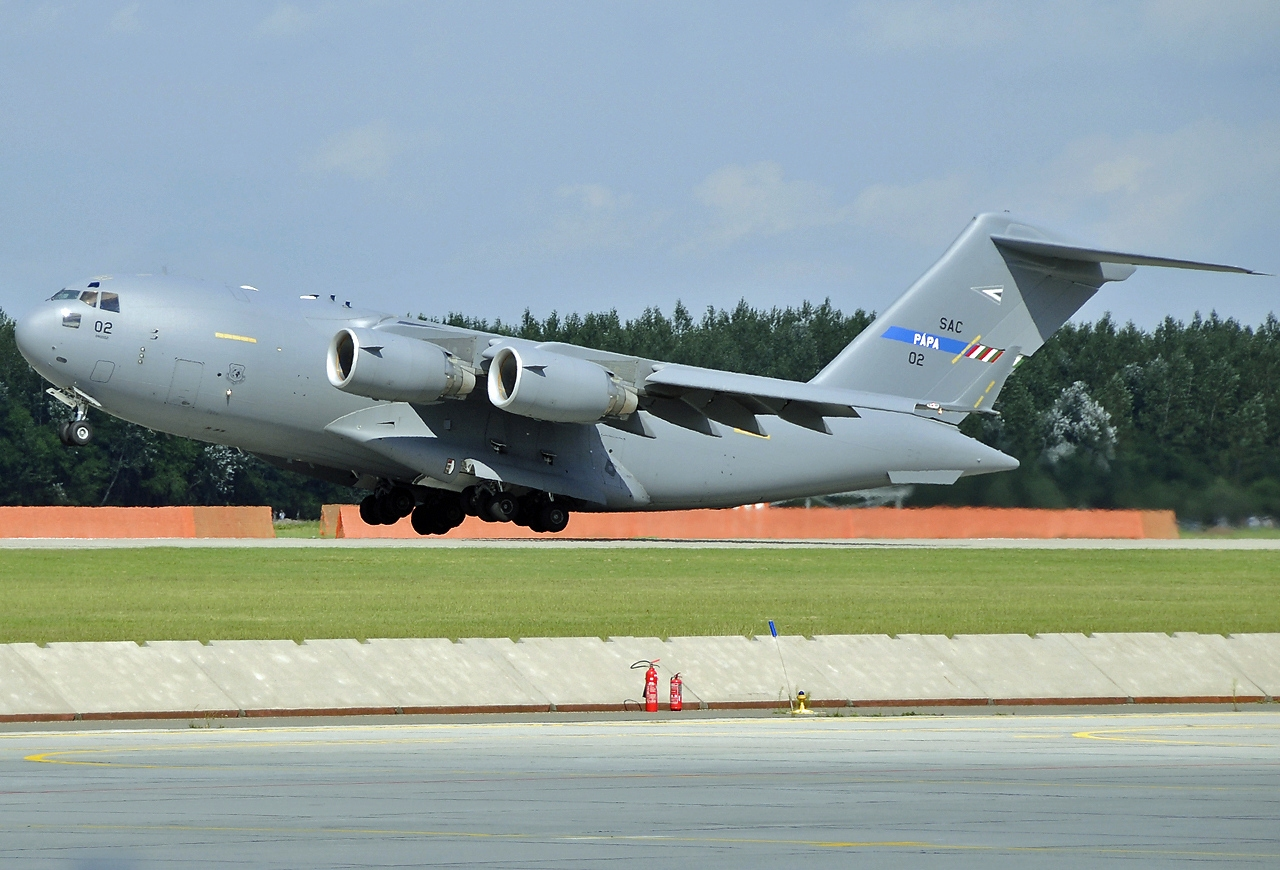
طائرة بوينغ سي-17 غلوب ماستر 3 تابعة لسلاح الجو المجري

- كيكسكيميت هي مقر الطائرات الحربية المقاتلة ساب جاس-39 غربين، ووحدات جوية أخرى.
- زولنوك هي مقر مروحيات النقل والمروحيات المقاتلة ميل مي-24 .
- بابا هي مقر طائرات النقل العملاقة مثل بوينغ سي-17 غلوب ماستر 3 وأنتونوف أن-26 وغيرها.

### اجنحة للطيران
حاليا، لا يوجد سوى 4 التنفيذية، وأجنحة 1 حلت مؤخرا الجوية في سلاح الجو.
- 59th "Szentgyörgyi Dezső  [لغات أخرى]‏". التكتيكي جناح (59 "Szentgyörgyi Dezső" Harcászati Repülőbázis) التي يوجد مقرها في  AFB Kecskemét 
  - «بوما» سرب التكتيكي ('بوما 'Harcászati Repülőszázad)
  - 'دونغو' ('الطنانة') التكتيكي السرب ('دونغو 'Harcászati Repülőszázad)
  - طائرة النقل السرب (Szállító Repülőszázad)
- 86th «زولنوك» قاعدة طائرات الهليكوبتر (86. ') Helikopterezred التي يوجد مقرها في  AFB زولنوك .
  - كتيبة النقل الهليكوبتر (Szállitóhelikopter Zászlóalj)
  - الكتيبة مروحية هجومية (Harcihelikopter Zászlóalj) (المنحلة)
  - سرب طائرة التدريب (Kiképző Repülőszázad) (مقرها في زولنوك AFB)
- 12th الدفاع الجوي الصاروخي فوج  (12. Légvédelmi Rakétaezred ')
- 1 اللوجستية الحادي وكتيبة الدعم  (1. Logisztikai فاق Támogató Zászlóalj)
- بابا AFB

#### 59. "Szentgyörgyi Dezső" الجناح التكتيكي

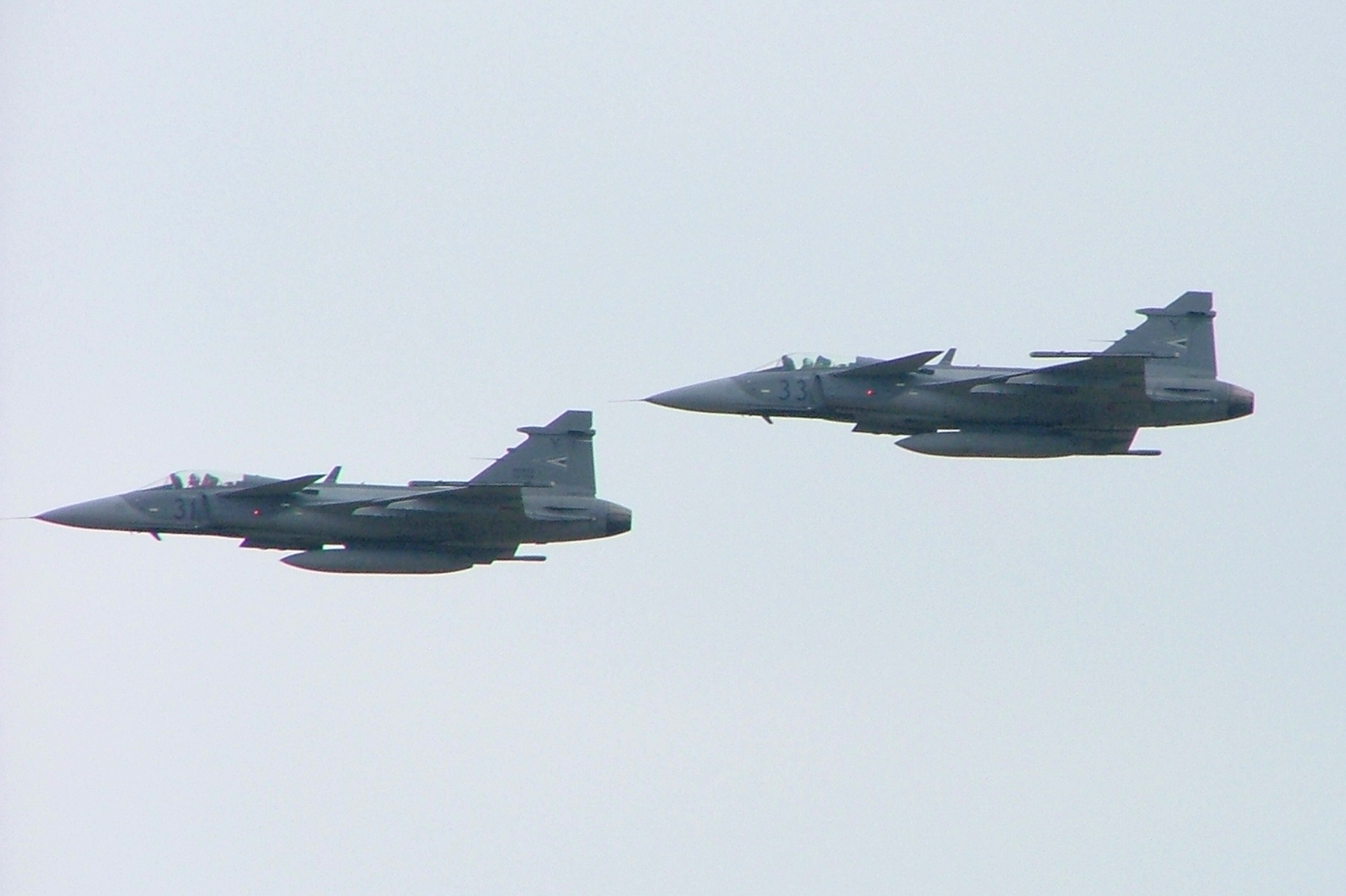
JAS 39 من القوات الجوية المجرية

59 في جناح المقاتلات التكتيكية هي جزء ثابت الجناحين تابعة لسلاح الجو. ويتكون من 59 طائرة مقاتلة أسراب 2 و1 سرب النقل.

##### سرب التكتيكي
هناك أسراب مقاتلة اثنين في الجناح 59، و«بوما» [كوغار] و«دونغو» [النحلة] أسراب. وتدير SQN 1 ساب جاس-39 غربين وSQN 2 تعمل من طراز ميج 29. 3 السرب هو سرب النقل الجوي مع AN - 26.

##### سرب النقل
هذا هو سرب نقل الجناح 59. تعمل فيها:-
- AN - 26

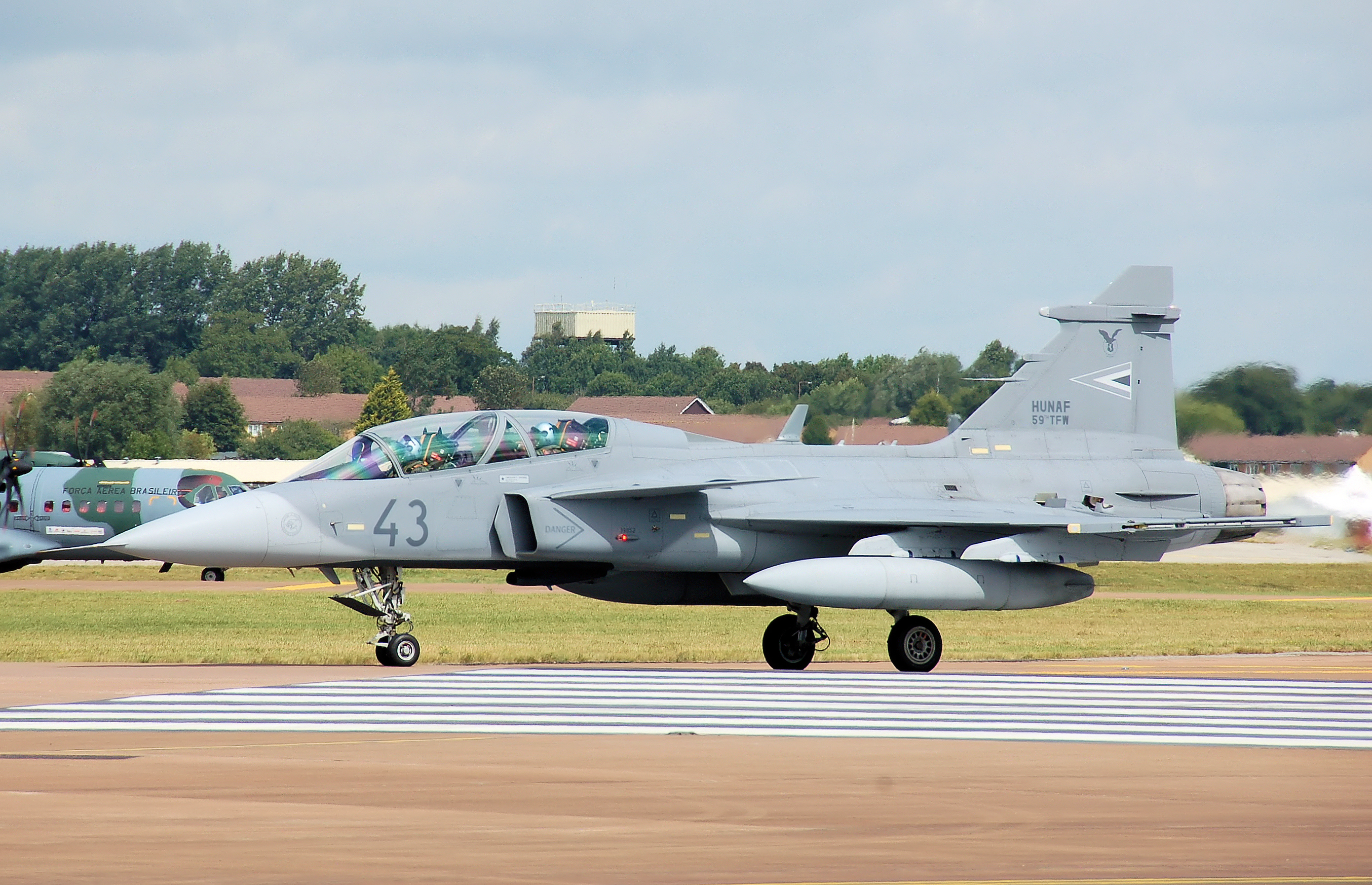
القوة الجوية المجرية صعب JAS39D جريبن

وAN - 26s ومن المقرر أن تحل محلها طائرات نقل جديدة بعد 2011-2015.

#### 86 «زولنوك» جناح الطائرات العمودية
الجناح 86 هو مروحية فوج من القوات الجوية المجرية. ويتألف من 86 النقل وهجوم واحد كتيبة.

##### كتيبة النقل الهليكوبتر
هذا هو كتيبة مروحية نقل من الجناح 86. تعمل فيها:-
- Mi-8T/P/PS
- من طراز MI - 17N

##### كتيبة مكافحة طائرات الهليكوبتر
هذا هو كتيبة مروحية هجومية من الجناح 86. وقد تم مؤخرا تفكيك هذه الوحدة وفوج جديد، في تركيبة مع مروحيات النقل، وسوف يتم تشكيلها. تشغيلها:-
- Mi-24D/V/P

##### التدريب السرب
هذا هو سرب التدريب في الجناح 86. ويستند هذا بالفعل في سرب AFB زولنوك مرة أخرى. تعمل فيها:
- ياك - 52

#### 12TH القذائف لواء الدفاع الجوي
لواء الدفاع الجوي الصاروخي 12TH هو المسؤول عن توفير الدفاع الجوي لأجزاء من المجر.
- NIIP / Vympel 2K12 "Kub". الجوال بالمتر إلى جو battlefild (SAM) النظام. (التي سيتم تجديدها مع صواريخ BUK تحديثها أو استبدالها كليا مع نظام باتريوت الأميركي، شريطة الوضع الاقتصادي يسمح الشراء.)
- صواريخ ميسترال ق، وهي فرنسية الصنع خفيفة الوزن مع نظام SAM المزدوج وقاذفات محمولة على مجموعات الرادار يونيماج سيارات لاند روفر.
- درع 36D6 تين. جميع علو المراقبة الرإدارية وتحديثها مع البلدان المتقدمة محليا جناح الإلكترونيات الرقمية.

خلال الحرب الباردة الفترة الشيوعية كانت المجر العديد من SA - 2، SA - 3 وSA - 4 البطاريات وعدد كبير من منشآت الرادار، وكلف في الغالب مع الدفاع عن خط الدانوب ضد حلف شمال الأطلسي غارات جوية.

#### 1 الكتيبة اللوجستية والدعم
أنشئ اللوجستية 1 وكتيبة الدعم في 1 أكتوبر 2000 من قبل قوات الدفاع الهنغارية (HDF). هدفه هو توفير الظروف التشغيلية للقيادة سلاح الجو، فضلا عن تنظيم وتنفيذ الأنشطة ذات الصلة. القيام بواجبات الحامية، وتنفيذ إدارة مستقلة جزئيا المالية، وتزويد المؤسسة العسكرية المعينة. المشترية وتخزين ومناولة والحفاظ على المخزون المادي للقوة الجوية وHDF قيادة الفوج، وإعداد وحدات تابعة من خلال إنشاء الأساس لارتفاع مستوى الاستعداد.

#### بابا AFB
تأسست بابا قاعدة القوات الجوية كمنظمة عسكرية في 1 يوليو 2001 باعتبارها جزءا من الالتزامات الوطنية في برنامج تطوير البنية التحتية حلف شمال الأطلسي، وهذا هو الخلف القانوني للبابا فوج HDF 47 مقاتلة تكتيكية.

## طائرات الجرد
هناك أيضا عدد من ميكويان، جورفيتش ميغ 21 'ق، ميكويان، جورفيتش ميغ 23' ق، سوخوي سو 22 'ق وميغ 29 's في الأوراق المالية. يتم تخزين هذه في الهواء الطلق ولم تعد صالحة للطيران.

## علامات الطائرات
الطائرة المجرية عبارة عن مجموعة من المثلثات التي تشير باتجاه الجزء الأمامي من الطائرة. وهي نفس لون العلم المجري، حمراء وبيضاء وخضراء. المثلث الأعمق هو أخضر، ثم الأبيض، ومن ثم الحمراء. يتم عرضه على جانب طائرات الهليكوبتر وفي المراكز الأربعة القياسية على الطائرات. وكان يستخدم من قبل سلاح الجو الملكي المجرية حتى عام 1942، وأعادت ثم بعد الحرب العالمية الثانية. وسوف الجديد المقاتلين جريبن ارتداء متوافقة مع معايير حلف شمال الأطلسي في الرمادي الرمادي (الرؤية المنخفضة) إصدار شارة المثلث الهنغارية.

## متاحف
توجد العديد من المتاحف الجوية في المجر تحتوي على الطائرات التي خرجت من الخدمة مثل ميكويان-غوريفيتش ميغ-21 , ميكويان-غوريفيتش ميغ-23 , ميكويان ميج-29 , سوخوي سو-17 وغيرها من المروحيات وطائرات النقل القديمة.

## معرض الصور

### حليات

First roundel of the Hungarian Red Air Force in 1919.
Second roundel of the Hungarian Red Air Force in 1919.
Third roundel of the Hungarian Red Air Force in 1919.
Roundel of the Royal Hungarian Air Force between 1938 - 1941.
Roundel of the Royal Hungarian Air Force between 1942 - 1945.
Roundel of the Air Force of the Hungarian People's Army between 1948 - 1949.
Roundel of the Air Force of the Hungarian People's Army between 1949 - 1951.
Roundel of the Air Force of the Hungarian People's Army between 1951 - 1990.
Roundel of the Hungarian Air Force between 1990 - 1991.
Roundel of the Hungarian Air Force from 1991.
Roundel of the Hungarian Air Force, low visibility version.

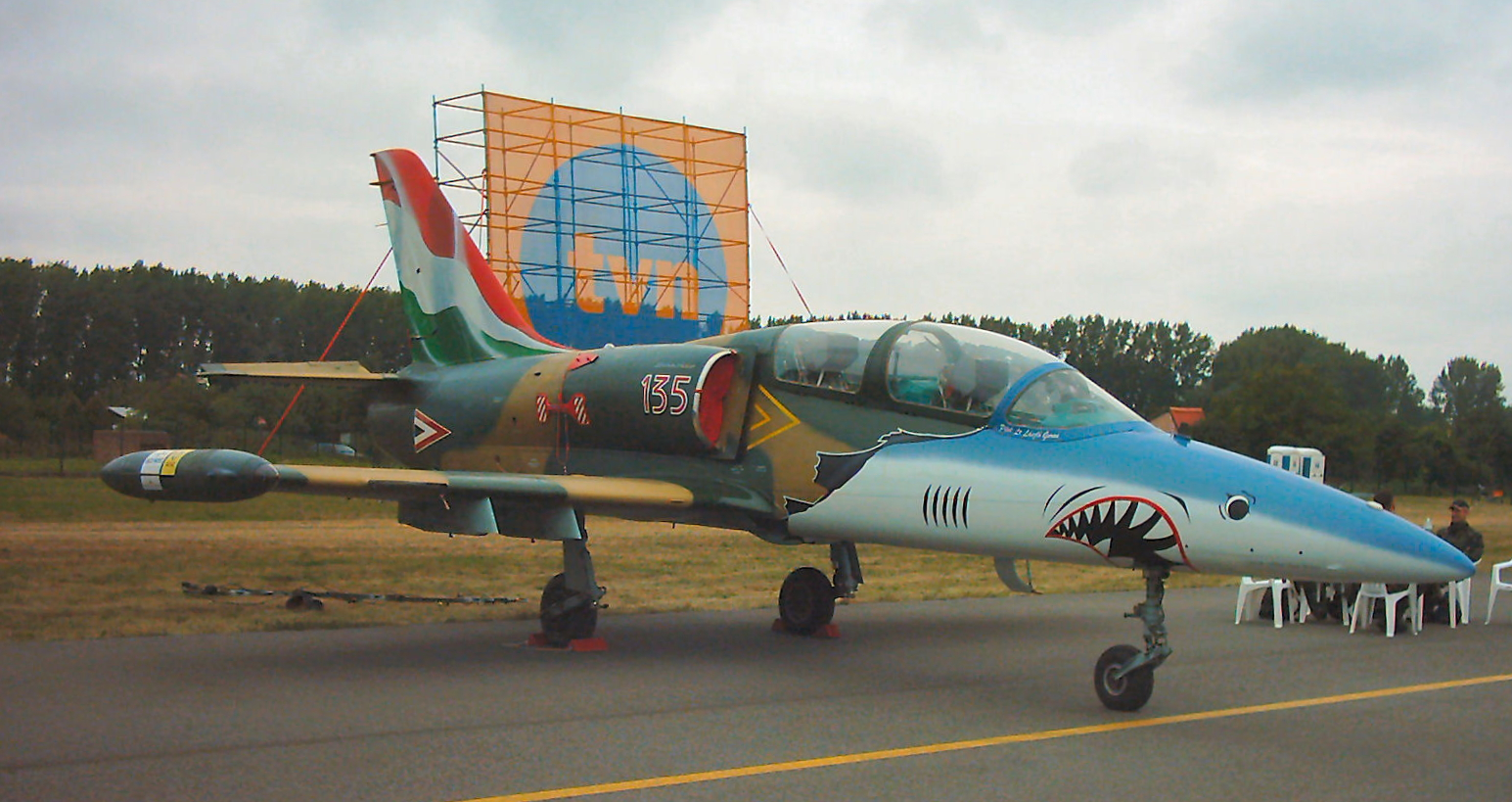
Hungarian آيرو إل-39 ألباتروس
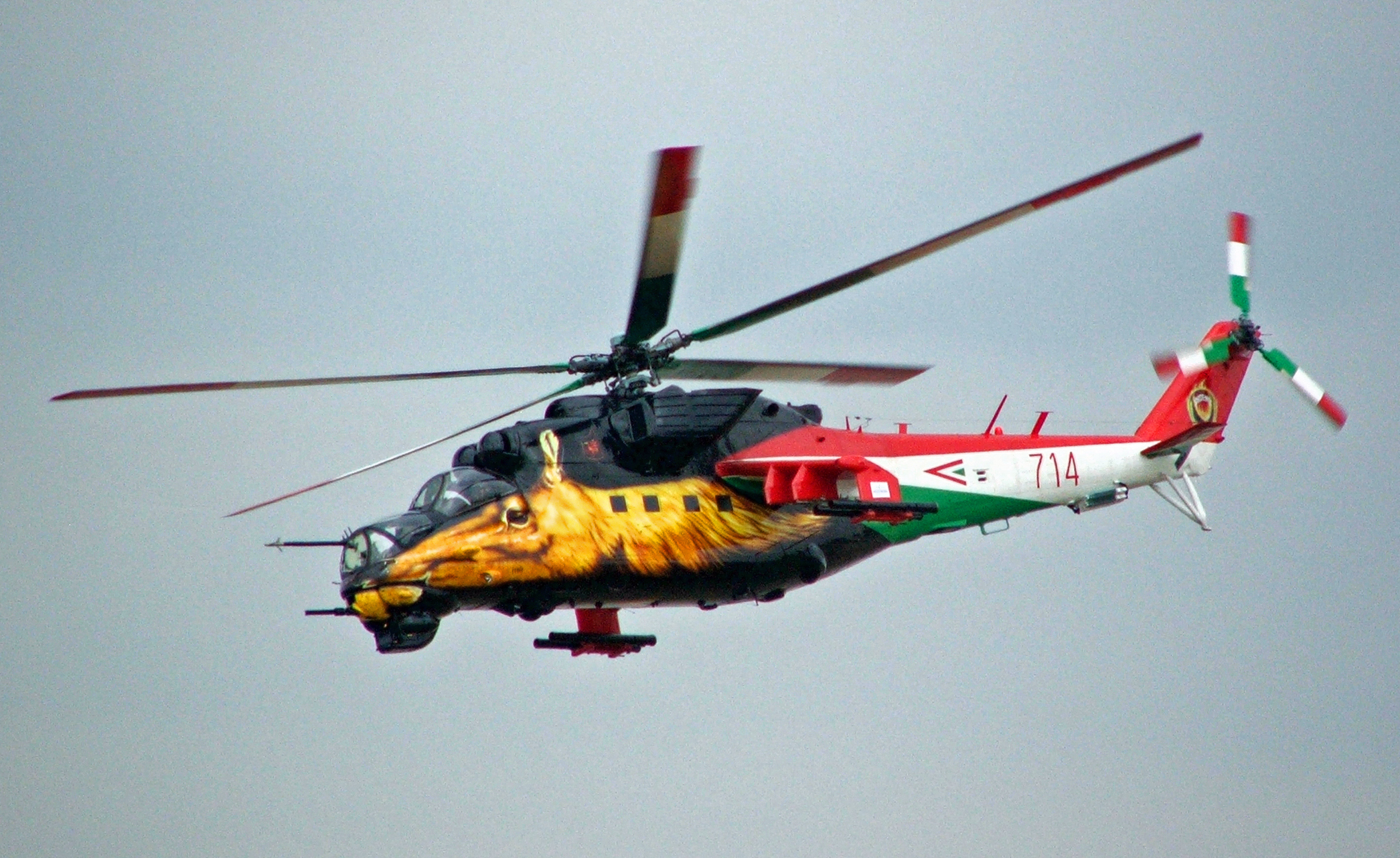
Hungarian ميل مي-24

## وصلات خارجية
- History of the Insignia of the Hungarian Air Force
- Hungary - Air Force
- http://www.hunaf.hu/
- http://www.aeroflight.co.uk/waf/hung/hungaf2.htm
- http://www.honvedelem.hu/army/legiero